# Władimir Dudykiewicz
Władimir Fieofiłowicz Dudykiewicz (ros. Влади́мир Феофи́лович Дудыке́вич; ukr. Володимир Феофілович Дудикевич, Wołodymyr Feofiłowycz Dudykewycz; ur. 4 stycznia 1861 w Stanisławowie, zm. 23 czerwca 1922 w Taszkencie) – ruski polityk, prawnik, jeden z przywódców galicyjskich moskalofilów na przełomie XIX i XX wieku.

## Życiorys
Ukończył studia na uniwersytecie w Wiedniu, doktor nauk prawnych. Prowadził kancelarię adwokacką w Kołomyi. Organizator życia gospodarczego i kulturalnego Rusinów w tym mieście. Był m.in. prezesem Towarzystwa Pomocy Kredytowej w Kołomyji (Кредитного общества самопомощи). W czasie swojego pobytu w Wiedniu został zauważony przez jednego z liderów ruchu moskalofilskiego, ks. Iwana Naumowycza, który uznał go za perspektywicznego aktywistę politycznego. Ks. Naumowycz skontaktował się w sprawie Dudykiewicza z oberprokuratorem Świątobliwego Synodu Rządzącego Rosyjskiego Kościoła Prawosławnego Konstantinem Pobiedonoscewem, prosząc o przyznanie mu zapomogi w wysokości 500 rubli. W 1900 był jednym z organizatorów i przywódców Russkiej Organizacji Ludowej, potem przekształconej w Russką Partię Ludową. Był także od 1904 członkiem Instytutu Stauropigialnego we Lwowie. Współtwórca i redaktor czołowych czasopism moskalofilskich w Galicji "Russkoje Słowo" (Русское слово) i "Przykarpacka Ruś" (Прикарпатская Русь).
W latach 1907–1913 poseł na Sejm Krajowy Galicji IX kadencji. Wchodził w skład Klubu Russkiego (Русского клуба) w latach 1908–1909 jego przywódca. Od 1909 był jednym z liderów i ideologów tzw. nowego kursu w polityce moskalofilów galicyjskich, głoszącego pełną unifikację wszystkich Rusinów pod berłem carów i w jednym narodzie rosyjskim. W 1911 brał udział w spotkaniu liderów moskalofilów z rosyjskimi działaczami nacjonalistycznymi oraz z mnichem Ławry Poczajowskiej archimandrytą Witalisem, w czasie którego uzgadniany był sposób przeprowadzenia w Galicji kampanii na rzecz rozkrzewiania prawosławia. Twierdził wówczas, że rusofile byliby w stanie doprowadzić do konwersji 20-30 gmin. Na przełomie roku 1913 i 1914 występował jako obrońca w procesie moskalofilów Wasyla Kołdry, Semena Bendasiuka, ks. Maksyma Sandowicza i ks. Ignacego Hudymy.
Po wejściu wojsk rosyjskich do Galicji w czasie I wojny światowej został przyjęty na audiencji przez cara Mikołaja II, któremu przedstawił sytuację w prowincji. Po powstaniu galicyjsko-bukowińskiego generał-gubernatorstwa stanął na czele Rady Ludowej – najwyższego organu Russkiej Partii Ludowej, która stała się koordynatorem działalności ugrupowań moskalofilskich w Galicji. Od wojskowej administracji rosyjskiej domagał się natychmiastowej rusyfikacji Galicji i popadł na tym tle w konflikt z bardziej umiarkowanym w działaniu rosyjskim generał-gubernatorem Gieorgijem Bobrinskim. 17 listopada 1914 witał we Lwowie prawosławnego arcybiskupa wołyńskiego i żytomierskiego Eulogiusza, zwierzchnika prawosławnych struktur w Galicji. Razem z innymi moskalofilami domagał się przekazania wszystkich cerkwi greckokatolickich we Lwowie na potrzeby Rosyjskiego Kościoła Prawosławnego.
Po wycofaniu się wojsk rosyjskich z Galicji na emigracji w Rosji, najpierw na Powołżu a następnie w guberniach środkowoazjaztyckich. Po przewrocie bolszewickim (rewolucji październikowej) został aresztowany przez Czeka i zmarł w 1922 w więzieniu w Taszkencie.

## Literatura
- Кріль Михаил М., Дудикевич Володимир, w: Енциклопедія історії України, Київ 2004, t. 2: Г–Д, s. 490.